# Богатырёв, Яков Васильевич
Яков Васильевич Богатырёв (14 марта 1924, Ольшанка, Курская губерния — 17 февраля 1987) — участник Великой Отечественной войны, полный кавалер ордена Славы.

## Биография
Родился 14 марта 1924 года в селе Ольшанка в крестьянской семье. Окончил пять классов школы. Работал в колхозе. В 1941 году, накануне Великой Отечественной войны, уехал в Тульскую область к сестре, где и застала война. Там же в августе 1942 года был призван в Красную Армию.
С мая 1944 года и до конца войны сражался на 1-м, а затем на 2-м Украинских фронтах. Он служил 1813-м Дебреценском самоходно-артиллерийском полку, действовавшем в составе 1-й гвардейской конно-механизированной группы. Был заряжающим самоходной артиллерийской установки и разведчиком-наблюдателем.
В октябре 1944 года в боях на улицах венгерского города Хайду-Собосло младший сержант Я. В. Богатырёв, будучи заряжающим в экипаже самоходной артиллерийской установки, в течение двух суток вместе с экипажем стойко отбивал атаки численно превосходящего и упорно наседавшего противника. Экипаж самоходки артиллерийским и пулемётным огнём истребил более двух взводов гитлеровцев. Немцам удалось, наконец, подбить самоходку, но не сломить сопротивление её экипажа. Я. В. Богатырёв, выбравшись из подбитой машины, открыл огонь по наступавшим гитлеровцам из автомата и стойко удерживал свою позицию до подхода подкрепления. За мужество и стойкость, проявленные в этих боях, младший сержант Я. В. Богатырёв 6.11.1944 был награждён орденом Славы 3-й степени.
Отличился Я. В. Богатырёв и в бою за населённый пункт Возокани в Чехословакии 1 апреля 1945 года. Проявив личную инициативу и храбрость, он первым ворвался во вражескую траншею, уничтожив гранатой 6 солдат и 10 солдат с офицером взял в плен. За проявленную в этом бою смелость 30.4.1945 Я. В. Богатырёв был награждён орденом Славы 2-й степени.
На чехословацкой земле Я. В. Богатырёв отличился и второй раз. Будучи в разведке в районе города Бельки Павловице 15 апреля 1945 года он обнаружил 3 замаскированных вражеских танка и 2 пушки. На обратном пути в свою часть Я. В. Богатырёв неожиданно столкнулся с немецким пулемётным расчетом и смело вступил с ним в схватку. Одного гитлеровца он убил, а другого с пулемётом взял в плен и доставил в расположение части. Обнаруженные им 3 танка и 2 пушки были уничтожены огнём артиллерии. За отвагу и находчивость в этих боевых действиях Богатырев Яков Васильевич 14.5.1945 был награждён орденом Славы 2-й степени (перенаграждён орденом Славы 1-й степени 1.10.1968).
После демобилизации из армии в 1947 году работал до ухода на пенсию бригадиром маляров в городе Данкове Липецкой области. Умер 17 февраля 1987 года; похоронен в Данкове.